# Port Clinton (Ohio)
Port Clinton (Español: Puerto Clinton) es una ciudad en y la sede de condado del condado de Ottawa, Ohio, Estados Unidos. La población era 6056, según el censo de 2010. La ciudad se apoda “La capital de walleye del mundo.”
La ciudad es conocida por su Caída de Walleye anual, conmemorando el año nuevo, además de sus industrias de pesca y barca, los Partidos Nacionales anuales en Camp Perry, cerca de Port Clinton, y porque está cerca de muchos destinos de vacaciones (incluyendo las Islas de Lago Erie y parque de diversiones Cedar Point).

## Geografía
Port Clinton se encuentra ubicada en las coordenadas 41°30′35″N 82°56′18″O / 41.50972, -82.93833. Según la Oficina del Censo de los Estados Unidos, Port Clinton tiene una superficie total de 5.9 km², de la cual 5.38 km² corresponden a tierra firme y (8.82%) 0.52 km² es agua.

## Demografía
Según el censo de 2010, había 6056 personas residiendo en Port Clinton. La densidad de población era de 1.025,99 hab./km². De los 6056 habitantes, Port Clinton estaba compuesto por el 93.35% blancos, el 2.33% eran afroamericanos, el 0.13% eran amerindios, el 0.21% eran asiáticos, el 0.02% eran isleños del Pacífico, el 1.83% eran de otras razas y el 2.13% pertenecían a dos o más razas. Del total de la población el 7.83% eran hispanos o latinos de cualquier raza.

## Educación
Port Clinton y los alrededores se sirven por 3 escuelas primarias, y 2 escuelas secundarias. Sin embargo, hay también una escuela privada, Inmaculada Concepción, sirviendo grados K-6. 